# Sytuacja prawna i społeczna osób LGBT na Cyprze

Tęczowa flaga – symbol społeczności LGBT

Tęczowa flaga w kształcie Cypru

## Prawo wobec kontaktów homoseksualnych
Penalizacja kontaktów homoseksualnych między mężczyznami miała miejsce na Cyprze od 1889 roku. Jako że Cypr był wówczas kolonią brytyjską, na wzór prawa brytyjskiego ustawodawstwo cypryjskie nie odnosiło się do kontaktów homoseksualnych między kobietami.
W roku 1993 Alecos Modinos, przywódca Cypryjskiego Ruchu na Rzecz Wyzwolenia Gejów (Apeleftherotiko Kinima Omofilofilon Kiprou) wygrał sprawę przed Europejską Konwencją Praw Człowieka, która uznała, że cypryjskie ustawodawstwo zakazujące kontaktów homoseksualnych narusza prawo do prywatności w życiu osobistym. Jednak cypryjscy ustawodawcy odmówili liberalizacji ustawy. Dopiero w obliczu zagrożenia perspektywy wejścia do Unii Europejskiej, stosunki homoseksualne zostały zalegalizowane w 1998 roku. Po raz pierwszy prawo odniosło się nie tylko do męskiego, ale również do kobiecego homoseksualizmu. Jednak podczas gdy stosunki heteroseksualne dozwolone były od szesnastego roku życia, limit dla homoseksualnych ustalono na 18 lat. Oprócz tego nowa ustawa wprowadziła dyskryminację przeciw osobom homoseksualnym w sferach wolności słowa, ekspresji, prasy i stowarzyszeń.
W 2000 roku zasady te zostały zliberalizowane, a w roku 2002 ustalono 17 lat jako uniwersalny wiek od którego dozwolone są stosunki seksualne, obowiązujący zarówno homo- jak i heteroseksualistów. Jednak wojsko nadal nie przyjmuje homoseksualistów, uznając homoseksualizm za chorobę psychiczną, a czyny homoseksualne mogą na podstawie prawa wojskowego zostać uznane za przestępstwo.
W Tureckiej Republice Cypru Północnego stosunki homoseksualne zostały zalegalizowane w 2009 roku.

## Ochrona prawna przed dyskryminacją
Od roku 2004 wprowadzono prawo antydyskryminacyjne, które wprost zakazuje dyskryminacji ze względu na orientację seksualną przy zatrudnieniu. Ustawa została zaprojektowana tak aby spełniać wymogi unijnej dyrektywy ramowej dotyczącej zatrudnienia z 2000 roku (2000/78/WE).

## Uznanie związków osób tej samej płci
W maju 2015 roku rząd Cypru przyjął ustawę o związkach partnerskich została ona przegłosowana w izbie reprezentantów stosunkiem głosów 39 za a 12 przeciw.
Ustawa gwarantuje takie same prawa jakie mają małżeństwa oprócz adopcji dzieci.

## Życie osób LGBT w kraju
W roku 1988 został utworzony Cypryjski Ruch na Rzecz Wyzwolenia Gejów (Apeleftherotiko Kinima Omofilofilon Kiprou), pierwsza cypryjska organizacja LGBT.
W latach dziewięćdziesiątych część turystów podejrzewanych o homoseksualizm lub bycie zakażonym wirusem HIV była nie wpuszczana do kraju, lub potem szybko deportowana.
Cypryjski Kościół Prawosławny jest potężną organizacją społeczną i polityczną, a jego zwierzchnik w latach 1978-2006 Chryzostom I wielokrotnie twierdził, że homoseksualizm jest niemoralny i powinien pozostać zakazany. Stwierdził też, że AIDS może być przenoszone przez przypadkowy kontakt z chorym, oburzając ekspertów i bardziej liberalnych Cypryjczyków.
W 2003 roku odmówiono wydania prawa jazdy dwudziestoośmioletniemu mężczyźnie, twierdząc, że jest „niestabilny psychicznie”. Mężczyzna został wyrzucony z wojska za homoseksualizm, który jest przez nie uznawany za chorobę psychiczną.
Prawa człowieka w kontekście osób LGBT pozostają tematem głęboko kontrowersyjnym wśród cypryjskiej opinii publicznej.

## Tabela podsumowująca
| Legalizacja kontaktów homoseksualnych       | Tak         |
| Przepisy antydyskryminacyjne w zatrudnieniu | Tak od 2004 |
| Małżeństwa jednopłciowe                     | Nie         |
| Uznanie związków par jednopłciowych         | Tak od 2015 |
| Adopcja dzieci przez pary jednopłciowe      | Nie         |